# 丸甲村
丸甲村（まるこうむら）は、愛知県中島郡にかつてあった村。
現在の稲沢市祖父江町の南部に該当する。
村名は、前身の村名から一文字ずつとった合成地名である。

## 歴史
- 1889年（明治22年）10月1日 - 三丸淵村、甲新田が合併し発足。
- 1906年（明治39年）5月10日 - 祖父江町、領内村、牧川村、山崎村と合併し、改めて祖父江町が発足。同日丸甲村廃止。

## 教育
- 丸甲尋常小学校（現・稲沢市立丸甲小学校）

## 鉄道
- 尾西鉄道
  - 上丸渕駅
  - 丸渕駅